# استان طوباس
استان طوباس (به عربی: محافظة طوباس) یکی از استان‌های فلسطین است که در شمال کرانه باختری قرار دارد و توسط تشکیلات خودگردان فلسطین اداره می‌شود. جمعیت آن در سال ۲۰۱۷ میلادی حدود ۶۰٬۹۲۷ نفر بوده است. مرکز این استان، شهر طوباس است.

## شهرها
- طوباس

## شهرداری‌ها
- 'Aqqaba
- Tammun